# Raouf Al Ayoubi
Raouf Al-Ayoubi (en arabe رؤوف الأيوبي), né en 1883 et mort en 1957 à Damas en Syrie, est un haut fonctionnaire de l'Empire ottoman, en poste dans plusieurs villes palestiniennes, puis à Hama durant la Première Guerre mondiale. Il est ministre de l'Intérieur lors de la Grande révolte syrienne.

## Biographie

### Jeunesse
Raouf Al-Ayoubi nait dans la famille des Alayoubi (en) à Damas, en Syrie. Il étudie à l'Institut royal d'Istanbul, où il est diplômé en « administration gouvernementale » en 1900. Il est affecté comme enseignant à l'école royale de Beyrouth, puis à plusieurs postes dans l'administration. Ensuite, il se tourne vers l'imprimerie, à Tibériade en Palestine, puis à Nazareth, Jaffa et Jénine. Au début de la Première Guerre mondiale en 1914, il est nommé gouverneur de la ville de Hama.

### Ralliement à la Grande révolte arabe
Après l'exécution de Djemal Pacha et d'un certain nombre de dirigeants de la communauté syrienne dans les rues de Beyrouth et de Damas le 6 mai 1916, Raouf Al-Ayoubi fait défection à l'Empire ottoman. Il s'enfuit de Hama et se dirige vers le désert arabe pour rejoindre les forces du chef de la révolte arabe contre l'Empire ottoman, Hussein ben Ali. Après la défaite de l'armée ottomane et le retrait de Damas, fin septembre 1918, il revient dans sa ville natale avec le prince Fayçal ben Hussein al-Hachimi et les forces alliées ; il y est nommé inspecteur pour les départements sous gouvernement syrien, puis gouverneur de la brigade de Al-Karak, qui comprend la plupart des régions de l'est de la Jordanie.

### Ministre de l'intérieur
Après l'effondrement du gouvernement de Fayçal à l'été 1920 et l'imposition du mandat français en Syrie et au Liban, des révoltes armées éclatent dans tout le pays et sur toute la côte du nord. En 1925, la Grande révolte syrienne est lancée depuis le Djebel el-Druze, dirigée par le sultan el-Atrache. Afin de satisfaire le plus de forces politiques en lice, un gouvernement d'unité nationale est formé et dirigé par Ahmed Nami, le beau-frère du sultan Abdülhamid II. Celui ci pourchasse Housni al-Barazi, qu'il accuse d'avoir affaibli les révolutionnaires de la Ghouta, et porte sa confiance sur Moayad al-Azm, ancien ambassadeur de l'Empire ottoman à Madrid. Ne réussissant pas à étouffer la révolte, il est remplacé par Raouf Al-Ayoubi le 2 décembre 1926.
Al-Ayoubi négocie avec les dirigeants de la révolution, leur offrant une amnistie générale en échange d'une trêve et de l'engagement d'un processus politique conduisant à la promulgation d'une nouvelle constitution pour le pays ; il est aussi question de l'adhésion de la Syrie à la Société des Nations, avec la transformation du mandat en un traité entre la Syrie et la France, qui prendra fin trois décennies plus tard.
Après le rejet de toutes les offres, Al-Ayoubi choisit la solution de la sécurité et prononce un certain nombre de condamnations à mort, à la demande de l'autorité française, dont celles du sultan el-Atrache, d'Abd al-Rahman Shahbandar et d'autres dirigeants de la révolution. Pendant son mandat, il met fin à la Grande révolte syrienne, qui s'est progressivement marginalisée à la fin de l'année 1927. Le gouvernement d'Ahmed Nami présente sa démission le 8 février 1928, Tajeddine el-Hassani est nommé à la tête du nouveau gouvernement, dans lequel le ministère de l'Intérieur est attribué au juge Saeed Mahasin de préférence à Raouf al-Ayoubi.

## Franc-maçonnerie
Raouf Al-Ayoubi est membre de la franc-maçonnerie dans une loge composée de personnalités politiques syriennes telles que Haqqi al-Azm, le Premier ministre du début des années trente, et Saeed al-Ghazi, Premier ministre au milieu des années cinquante.

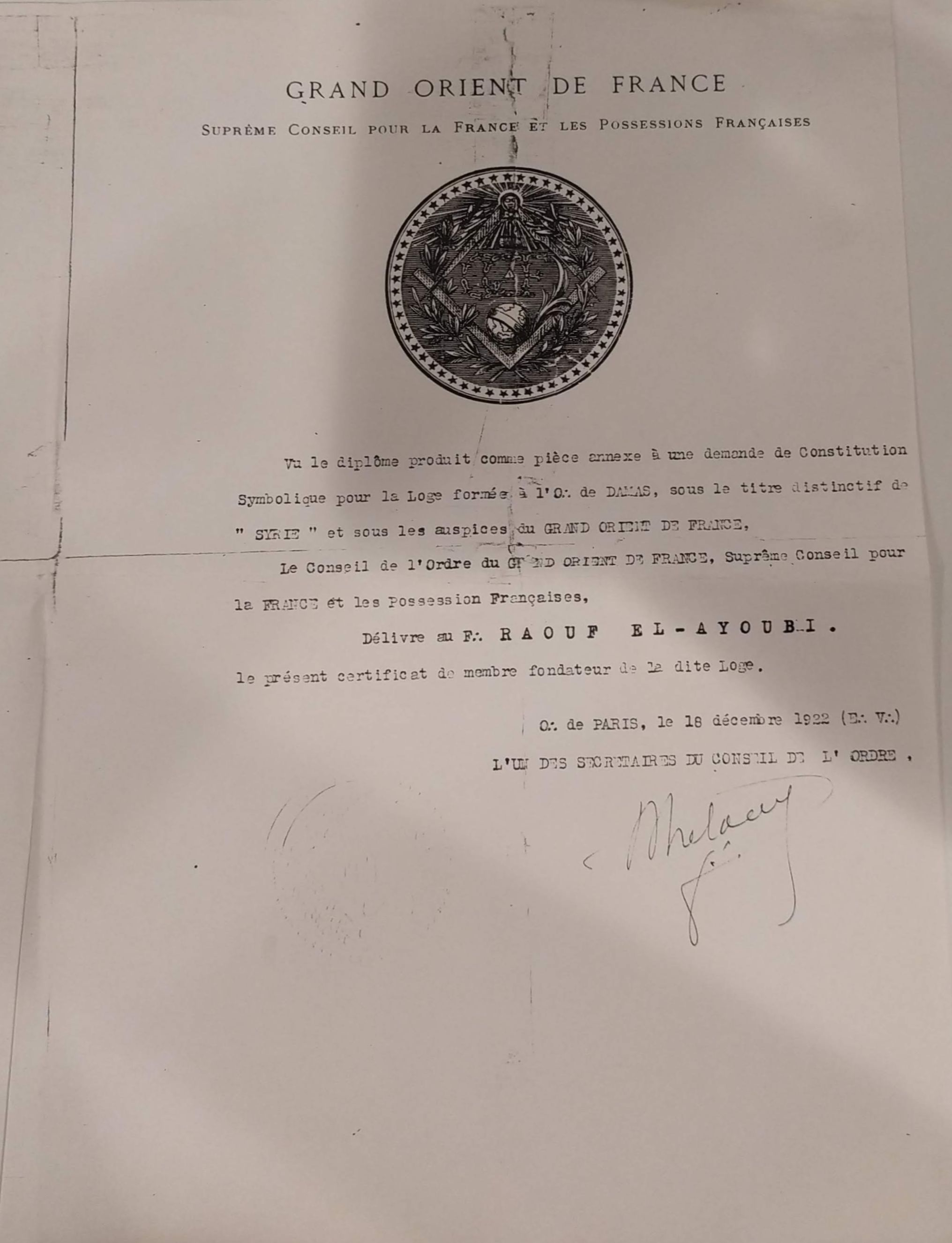
Diplome du Godf, membre fondateur de la Loge Syrie de Damas

Le Grand Orient de France lui délivre le 18 décembre 1922 un certificat attestant qu'il est l'un des membres fondateurs de la Loge Syrie créée un an plus tôt à Damas. Toutefois, il est à noter que son nom n'apparait pas dans le document d'origine listant les membres fondateurs de cette loge,